# 德拉沃斯塔劳
德拉沃斯塔劳，是匈牙利巴兰尼亚州所辖的一个村。总面积18.18平方公里，总人口395，人口密度21.7人/平方公里（2011年1月1日）。